# 2부리그
2부리그는 해당 나라의 축구 시스템 중 두 번째로 높은 순위의 리그를 말하며 영어로는 세컨드 디비전(Second Division, Division II, Division 2), 스페인어로는 세군다 디비시온(Segunda división)라고 부른다.

## 세계 각국의 2부리그
- 아시아 축구 연맹
  - 대한민국의 K리그2
  - 중화인민공화국의 중국 갑급리그
  - 일본의 J2리그

- 유럽 축구 연맹
  - 잉글랜드의 풋볼 리그 챔피언십
  - 프랑스의 리그 2
  - 독일의 2. 푸스발-분데스리가
  - 스페인의 세군다 디비시온
  - 이탈리아의 세리에 B
  - 안도라의 세군다 디비시온
  - 벨기에의 세군다 디비시온
  - 핀란드의 세군다 디비시온

- 남미 축구 연맹
  - 파라과이의 세군다 디비시온
  - 페루의 세군다 디비시온
  - 우루과이의 세군다 디비시온
  - 베네수엘라의 세군다 디비시온

- 북중미카리브 축구 연맹
  - 코스타리카의 세군다 디비시온
  - 멕시코의 세군다 디비시온